# Restaurant Griffon
 (mars 2025).
- Si vous ne connaissez pas le sujet, laissez ce bandeau (vous pouvez alors contacter les auteurs).
- Si vous supprimez le contenu mis en cause (vous pouvez préalablement contacter les auteurs),

argumentez précisément cette suppression dans la page de discussion
(un manque de référence n'est pas un argument ; une recherche réelle de référence doit avoir été effectuée, être formellement documentée).
 (février 2025).
 (mars 2025).
La mise en forme du texte ne suit pas les recommandations de Wikipédia : il faut le « wikifier ».
Les points d'amélioration suivants sont les cas les plus fréquents. Le détail des points à revoir est peut-être précisé sur la page de discussion.
- Les titres sont pré-formatés par le logiciel. Ils ne sont ni en capitales, ni en gras.
- Le texte ne doit pas être écrit en capitales (les noms de famille non plus), ni en gras, ni en italique, ni en « petit »…
- Le gras n'est utilisé que pour surligner le titre de l'article dans l'introduction, une seule fois.
- L'italique est rarement utilisé : mots en langue étrangère, titres d'œuvres, noms de bateaux, etc.
- Les citations ne sont pas en italique mais en corps de texte normal. Elles sont entourées par des guillemets français : « et ».
- Les listes à puces sont à éviter, des paragraphes rédigés étant largement préférés. Les tableaux sont à réserver à la présentation de données structurées (résultats, etc.).
- Les appels de note de bas de page (petits chiffres en exposant, introduits par l'outil «  Source ») sont à placer entre la fin de phrase et le point final[comme ça].
- Les liens internes (vers d'autres articles de Wikipédia) sont à choisir avec parcimonie. Créez des liens vers des articles approfondissant le sujet. Les termes génériques sans rapport avec le sujet sont à éviter, ainsi que les répétitions de liens vers un même terme.
- Les liens externes sont à placer uniquement dans une section « Liens externes », à la fin de l'article. Ces liens sont à choisir avec parcimonie suivant les règles définies. Si un lien sert de source à l'article, son insertion dans le texte est à faire par les notes de bas de page.
- La présentation des références doit suivre les conventions bibliographiques. Il est recommandé d'utiliser les modèles {{Ouvrage}}, {{Chapitre}}, {{Article}}, {{Lien web}} et/ou {{Bibliographie}}. Le mode d'édition visuel peut mettre en forme automatiquement les références.
- Insérer une infobox (cadre d'informations à droite) n'est pas obligatoire pour parachever la mise en page.

Pour une aide détaillée, merci de consulter Aide:Wikification.
Si vous pensez que ces points ont été résolus, vous pouvez retirer ce bandeau et améliorer la mise en forme d'un autre article.
 (mars 2025).

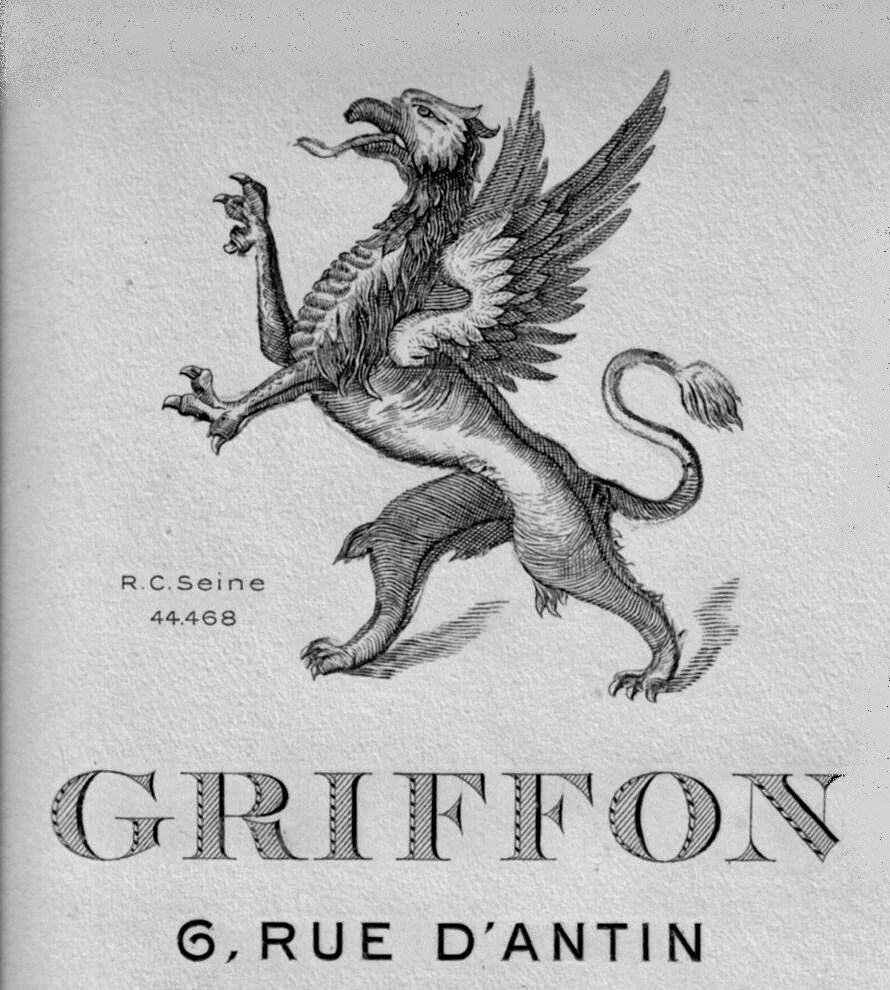

Le Griffon était un restaurant parisien fondé en 1912 et disparu dans les années 1950, situé dans le quartier de l'Opéra, au 6 de la rue d'Antin.
Un second établissement du même nom fut ouvert dans l'entre-deux-guerres au 27 avenue Victor-Hugo.

## Fondation
Le Griffon est fondé en 1912 par Eugène Griffon (1865-1925), un restaurateur parisien ayant fait ses armes dans certains des plus prestigieux établissements de son temps : Foyot, Paillard et le Café Voisin, l'un des hauts lieux du Paris de la Belle Époque, dont il fut le premier maître d'hôtel.  

Grâce à ses relations, Eugène Griffon avait fait du Griffon un lieu fréquenté par le Tout-Paris, particulièrement prisé pour sa cave, qui était réputée pour être l'une des plus belles de la capitale. Une commande de plus de 6 000 bouteilles, passée en 1919 (image ci-dessous), donne une idée de la réserve qu'il s'était constituée. Le Griffon avait ainsi acquis une belle renommée dès ses premières années d'existence.

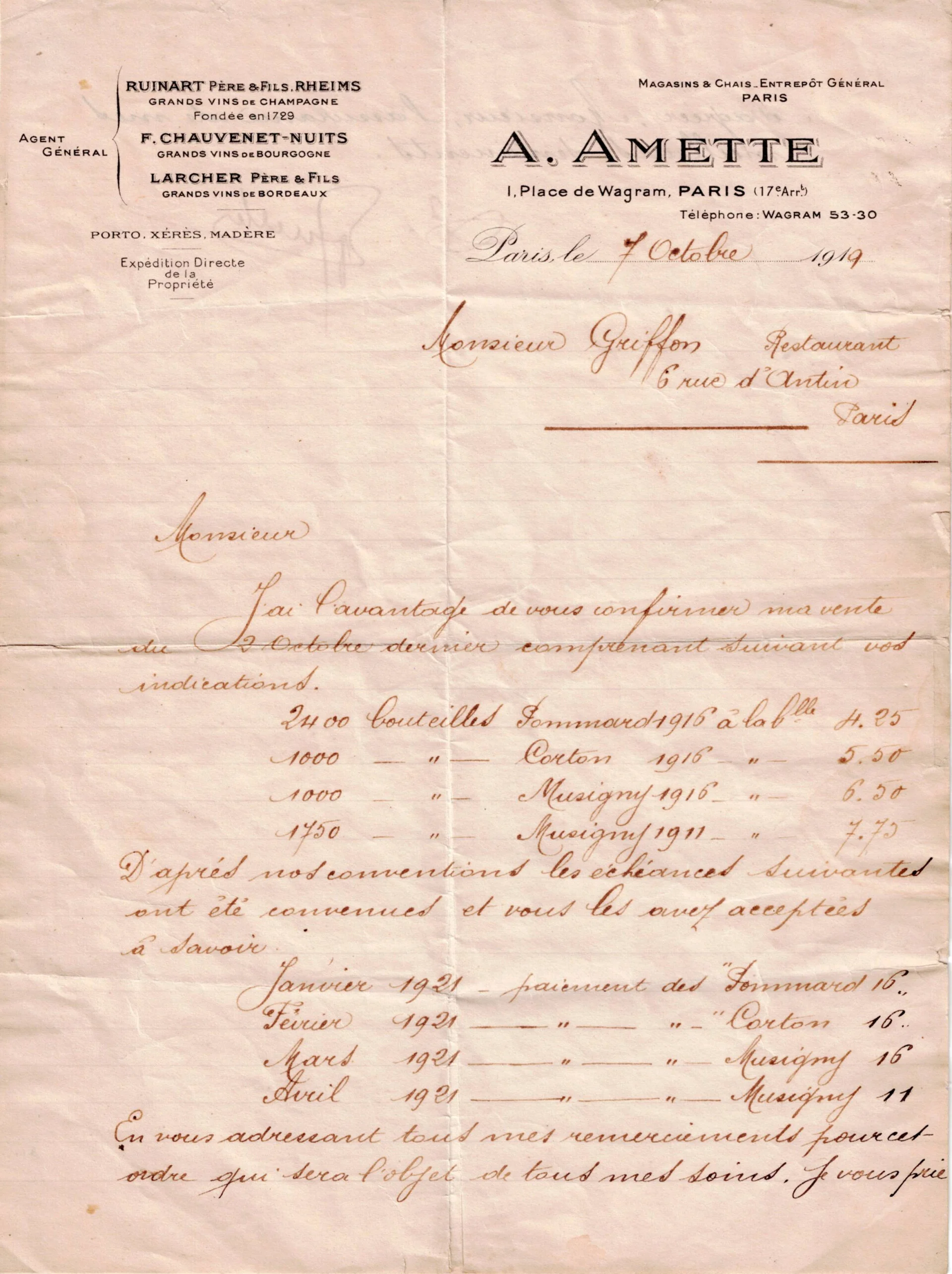
Commande de vins pour le restaurant Griffon du 7 octobre 1919. Collection privée.

L'établissement était luxueux. On y entrait par une porte tambour qu'un groom activait au passage des clients. Le sol de l'entrée en mosaïque représentait un griffon héraldique, motif que l'on retrouvait sur la carte et sur le service en argent. Le sol était en mosaïque dans tout l'établissement, recouvert d'une épaisse moquette en hiver. 
Il y avait trois salles, chacune d'elles décorée de lustres en pierreries et de grands vases en porcelaine de Sèvres : une grande salle, une plus petite toute en marbre et une autre en longueur, surnommée le wagon-restaurant. De petits poufs étaient disposés sous les pieds des clientes délicates.

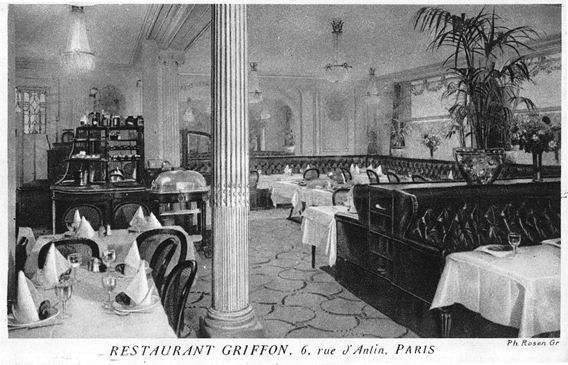

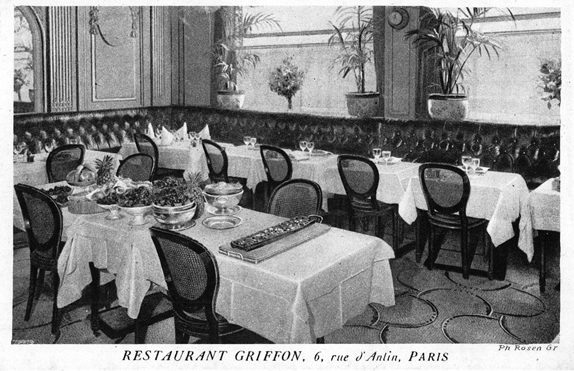

La Première Guerre mondiale éclata moins de deux années après la fondation du restaurant. Eugène Griffon participa à l'effort de guerre en faisant livrer régulièrement des vivres aux soldats sur le front.
Malgré l'austérité de la période, le restaurant conserva une clientèle distinguée et il n'était pas rare d'y croiser encore certains hauts personnages accompagnés de leur maîtresse, ces élégantes que l'on appelait les lionnes. L'établissement comptait ainsi parmi ses plus fidèles clients le prince Antoine d'Orléans, infant d'Espagne et duc de Galliera, alors séparé de son épouse et menant grand train à Paris. Il fut le parrain du plus jeune fils d'Eugène Griffon, né le 13 juin 1918 au hameau Boileau.
L'établissement était également fréquenté par des artistes réputés tels que le peintre Louis Malespina ou le sculpteur Henri Varenne, qui exécutèrent l'un et l'autre le portrait du propriétaire des lieux.

## L'entre-deux-guerres
À la fin de la guerre, le restaurant bénéficia de l'euphorie des Années folles. Un guide des restaurants parisiens de 1922 le décrit dans ces termes : « Agréable maison, fréquentée par force beaux messieurs et belles dames. Mérite sa réputation ».

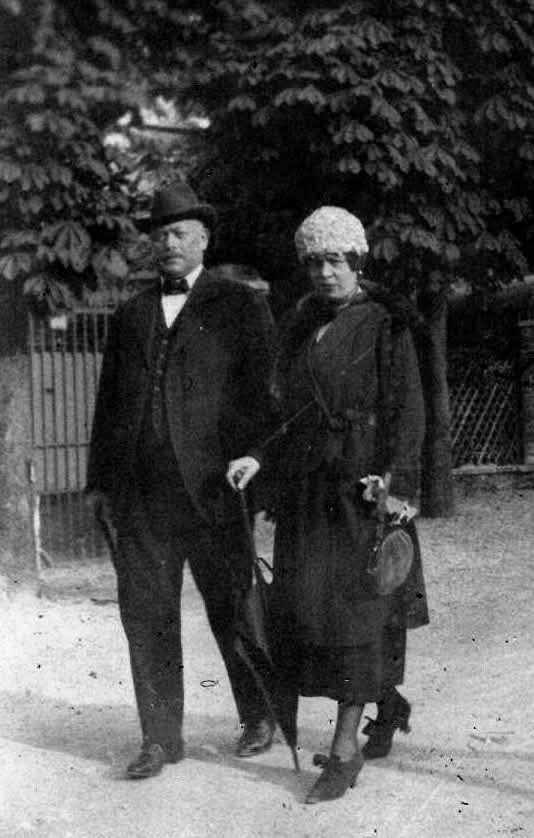
M. et Mme Griffon, propriétaires du restaurant Griffon. Collection privée.

Eugène Griffon décéda le 31 août 1925 d'une embolie pulmonaire. Une annonce fut passée dans la rubrique nécrologique des journaux Le Temps, L'Intransigeant, Excelsior, Le Matin, Le Journal et Le Figaro. À partir de cette date, sa veuve géra seule le restaurant.
L'établissement continuait d'accueillir des personnalités en vue. Ainsi, Jacques et Violette de Sibour y dînèrent en septembre 1928 lors de la première escale de leur très médiatisé tour du monde en avion. Dans ses souvenirs de voyage parus en 1930, la vicomtesse Violette de Sibour (une britannique d'origine américaine, fille de Harry Gordon Selfridge, propriétaire des magasins du même nom) raconte qu'avec son époux, ils retrouvèrent leur fils à Paris pour un dîner au Griffon, « un restaurant à la mode » écrit-elle.
Le krach boursier de 1929 impacta naturellement la fréquentation du restaurant. Pour relancer son établissement, Marcelle Griffon ouvrit des salons au premier étage, qu'elle inaugura le 22 décembre 1933. Elle fit aussi paraître des publicités dans les programmes des théâtres parisiens ; on retrouve par exemple le nom du restaurant dans le programme du théâtre des Nouveautés pour la saison 1934-1935, aux côtés de grands noms de la restauration.

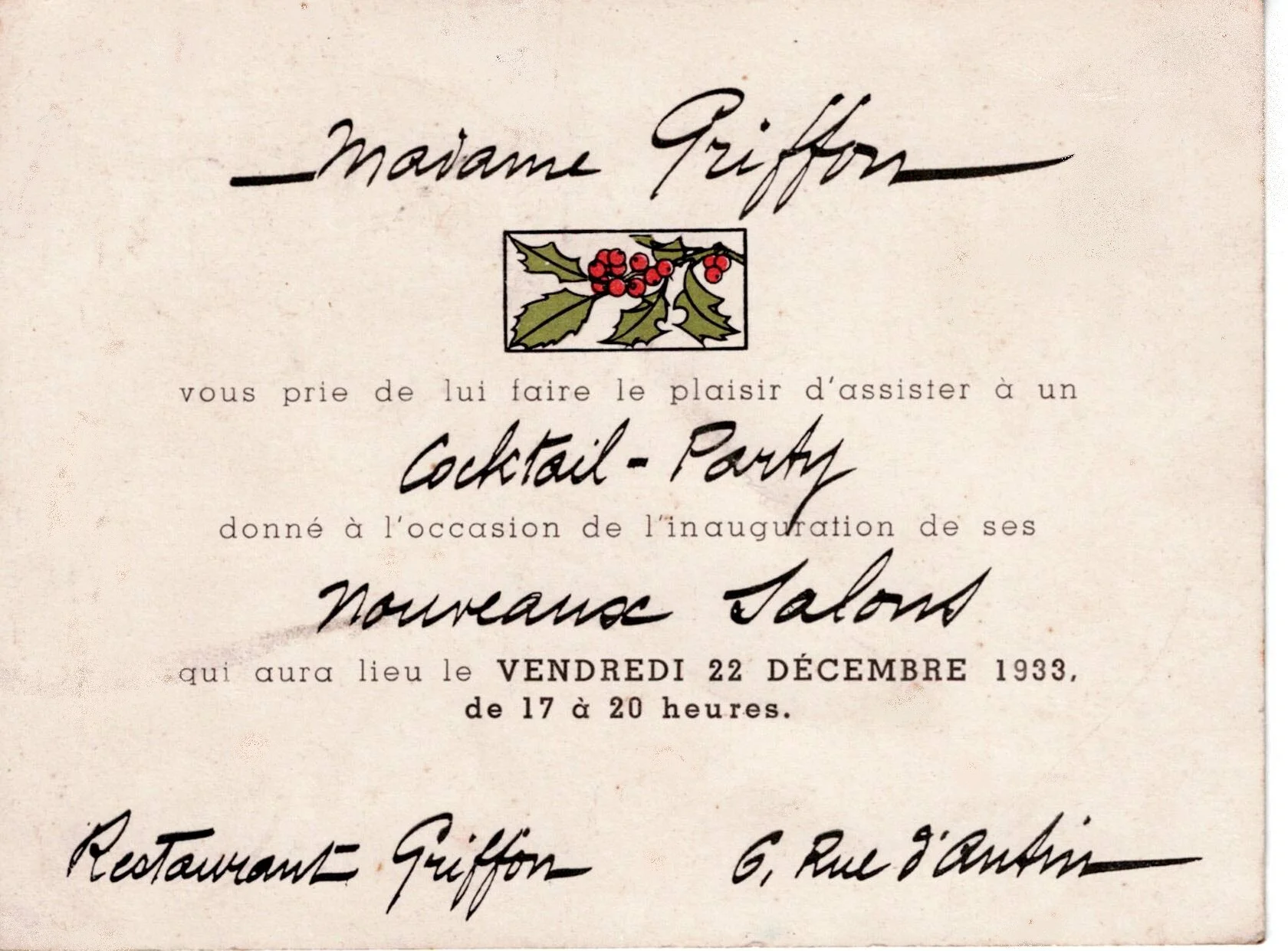
Carton d'invitation à la soirée d'inauguration des salons de réception du Griffon, 6 rue d'Antin. Collection privée.

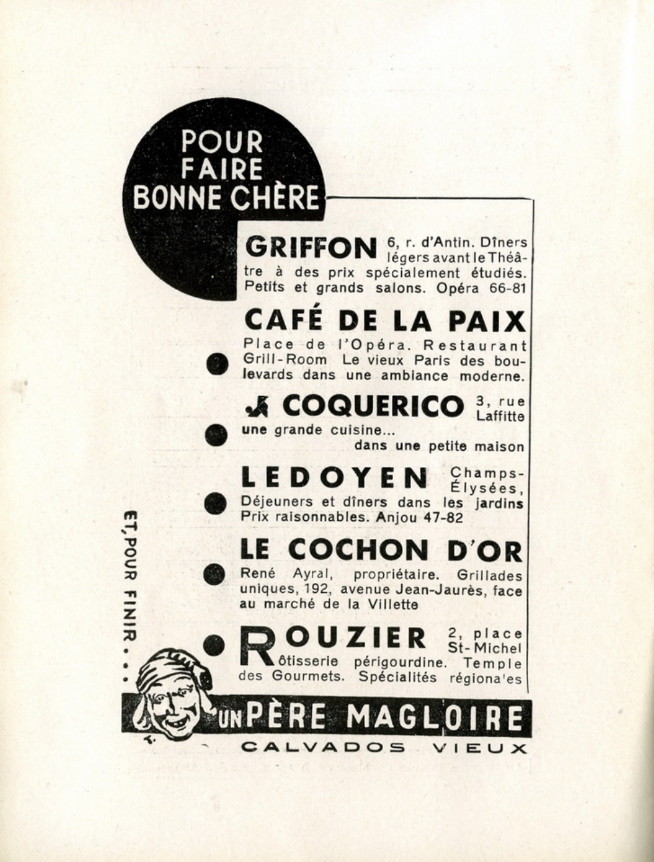
Page du programme du théâtre des Nouveautés, saison 1934-1935.

Quelques années avant la Seconde Guerre mondiale, un second restaurant fut ouvert au 27 de l'avenue Victor-Hugo, non loin de l'Arc de triomphe.

## Occupation allemande
Le Griffon se trouvait en face du siège de la Banque de Paris et des Pays-Bas (aujourd’hui BNP), l’hôtel de Mondragon, où Bonaparte avait épousé Joséphine de Beauharnais le 9 mars 1796. Durant l'Occupation, l’hôtel fut réquisitionné par les allemands et devint le siège de l’Association franco-allemande pour le développement de l’industrie chimique. Le restaurant de la rue d'Antin fut alors fréquenté par les officiers de la Wehrmacht
Cela n'empêcha pas Marcelle Griffon de célébrer l'entrée en guerre de la Russie aux côtés de la France le 22 juin 1941, en offrant un repas « arrosé des meilleurs crus » au prince Vladimir Romanovsky-Krassinsky, alors recherché par la police allemande. « Vova » était le fils du grand-duc André de Russie, cousin germain du tsar Nicolas II, et de son épouse, la célèbre ballerine Mathilde Kschessinska, qui relate cet épisode dans ses mémoires. Soupçonné d'espionnage par l'état-major allemand, il devait se rendre ce jour-là aux autorités d'occupation.

## Après-guerre et fermeture
À la Libération, Marcelle Griffon, secondée par ses fils, modernisa son établissement. Les murs furent décorés de fresques peintes par Mick Micheyl, alors jeune diplômée de l'École des Beaux-arts de Lyon, mais qui connaîtra la gloire dans un tout autre domaine en devenant dans les années 1950 l'une des vedettes de la chanson française.

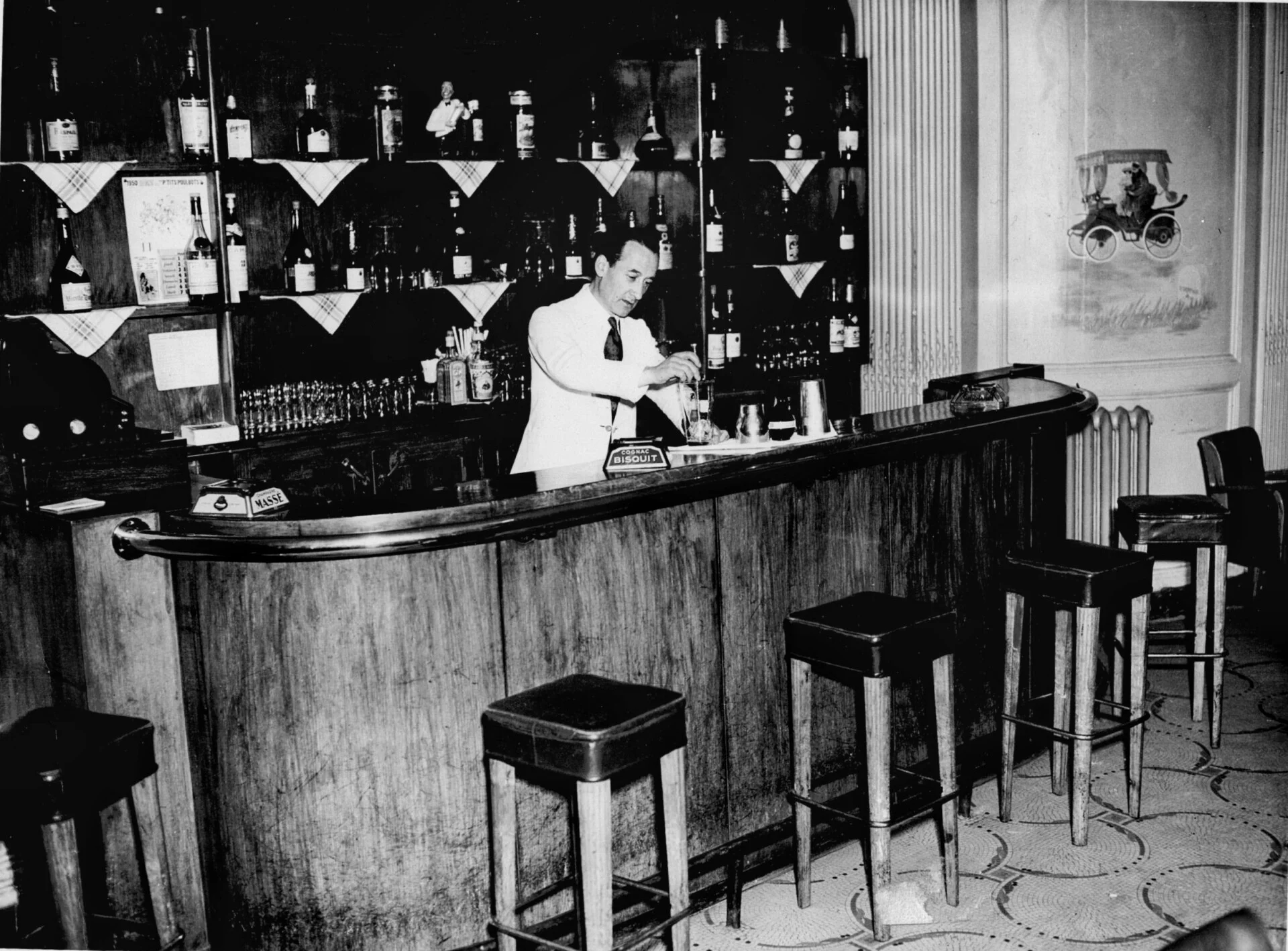

Femme d'affaires avisée, Marcelle Griffon devint membre de la toute jeune Association des femmes chefs d'entreprises, créée en janvier 1945.
Marcel Cerdan dîna au restaurant en 1948 à son retour des États-Unis, alors qu'il venait d’être sacré champion du monde de boxe ; tous les clients du restaurant se levèrent pour l’applaudir.

Le 8 mars 1949, un repas fut donné par les Compagnons de la Belle Table en présence du consul général de Suède Raoul Nordling, célèbre pour avoir sauvé Paris cinq ans auparavant d’une destruction planifiée par Hitler. Chaque menu était numéroté et illustré d'une gravure au burin d'Albert Decaris, signée de sa main.

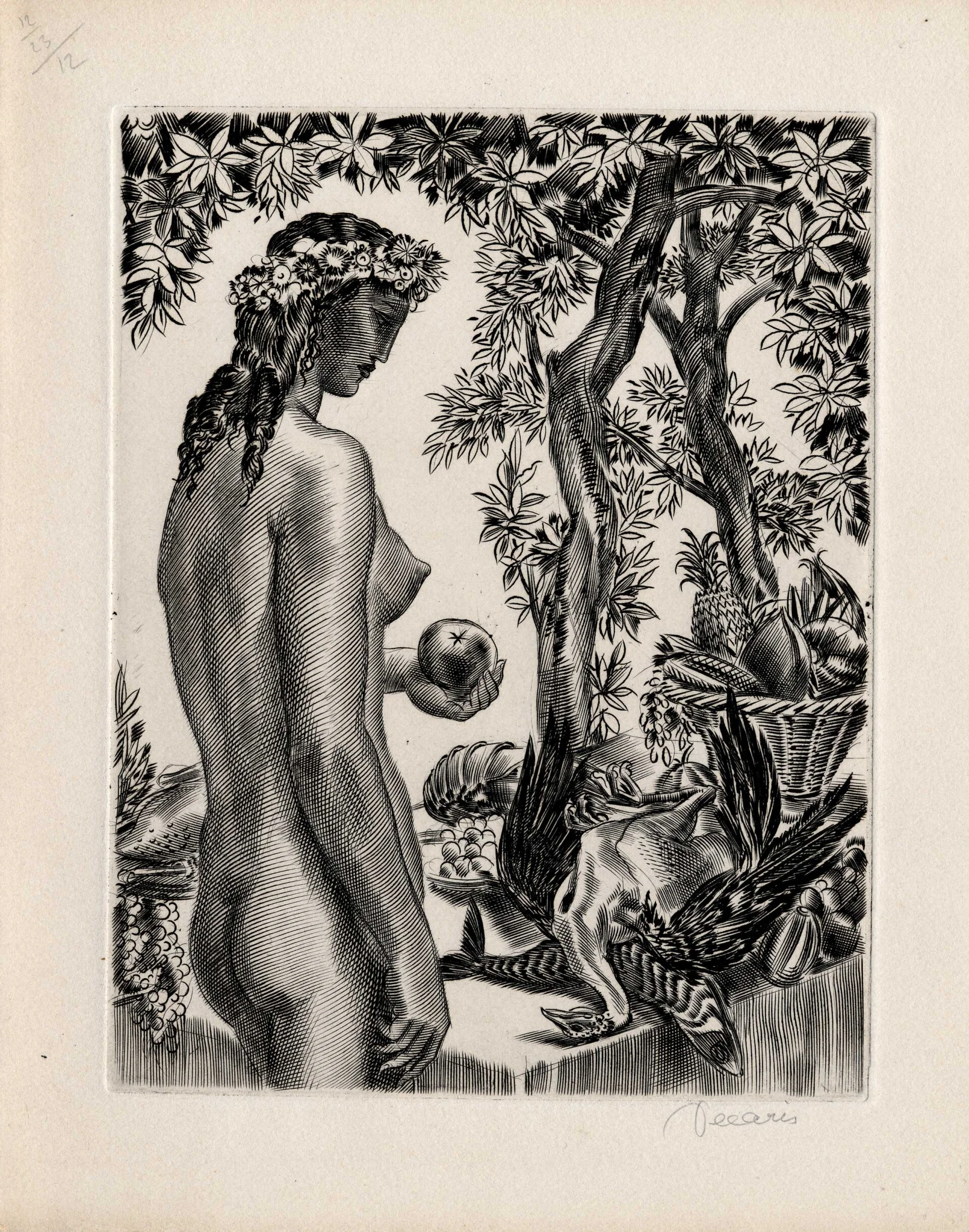
Gravure numérotée d'Albert Decaris.

Cette même année 1949, un repas fut organisé par l'association de la presse anglo-américaine de Paris en présence du comte Sforza, alors ministre italien des Affaires étrangères en visite officielle en France, qui fut une figure de l'opposition au fascisme dans l'entre-deux-guerres.

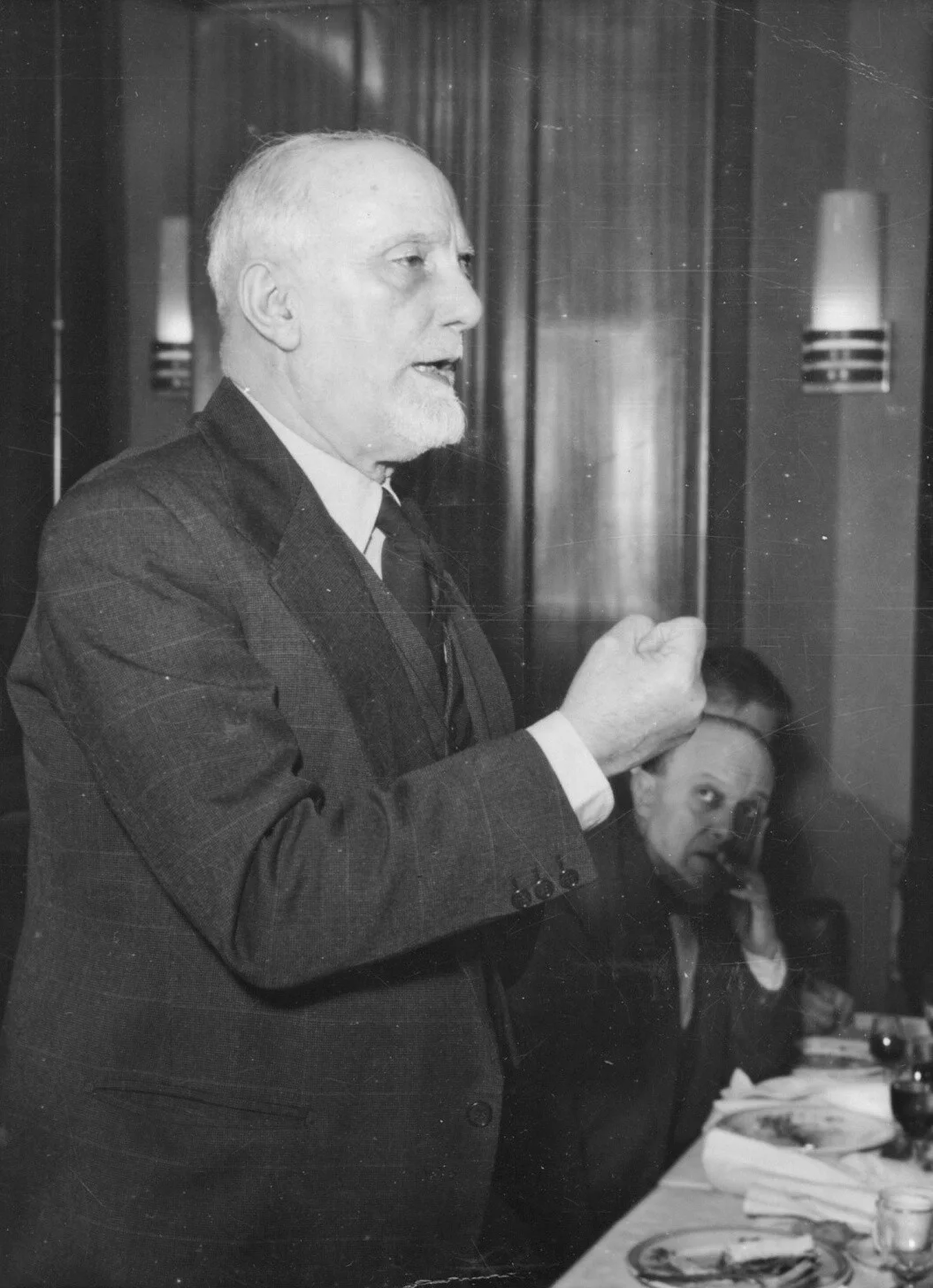
Le comte Sforza en plein discours dans les salons du Griffon.

Le Griffon organisa le banquet annuel de l'UNEG, l'Union nationale des évadés de guerre, dont étaient membres deux des fils de madame Griffon.

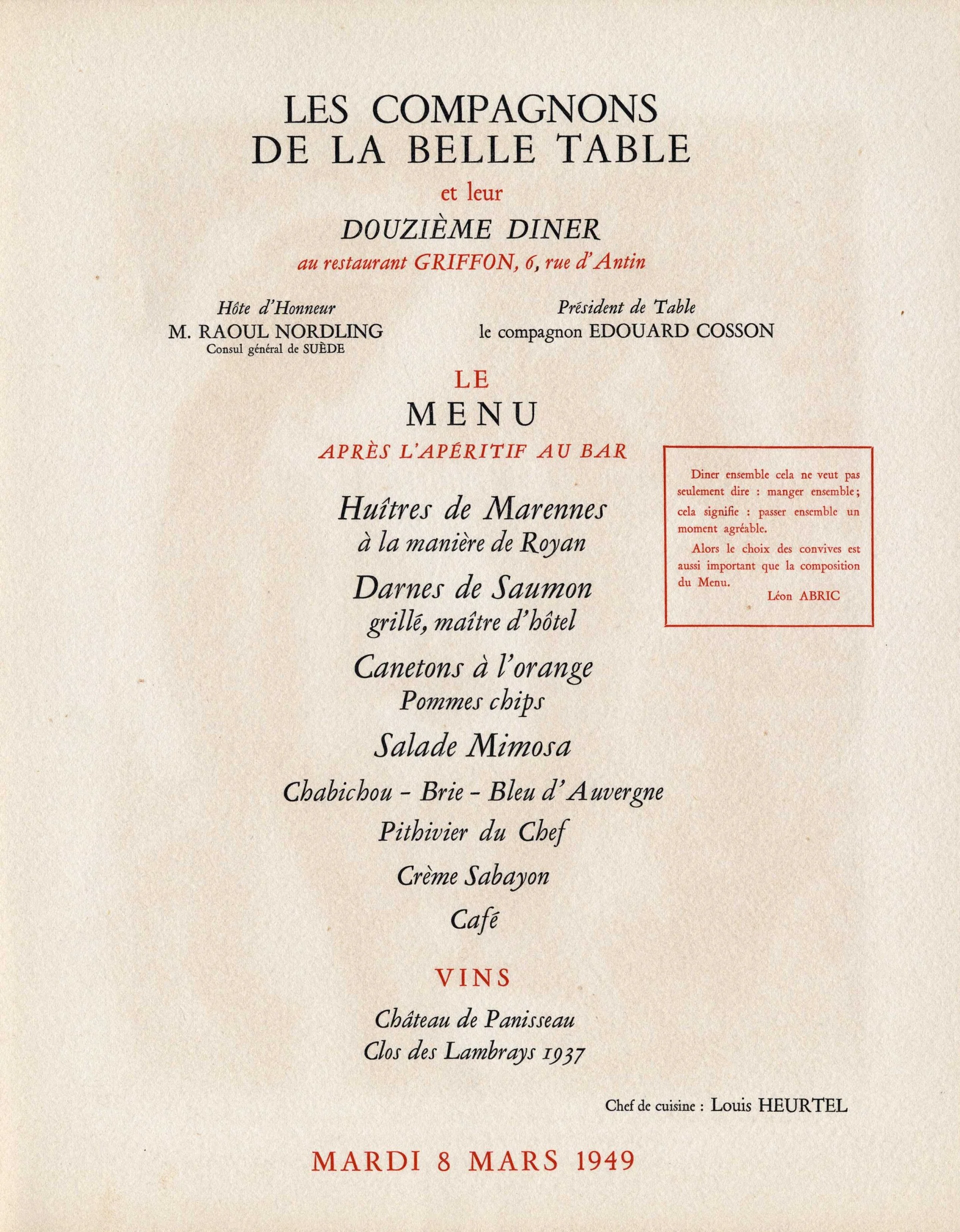

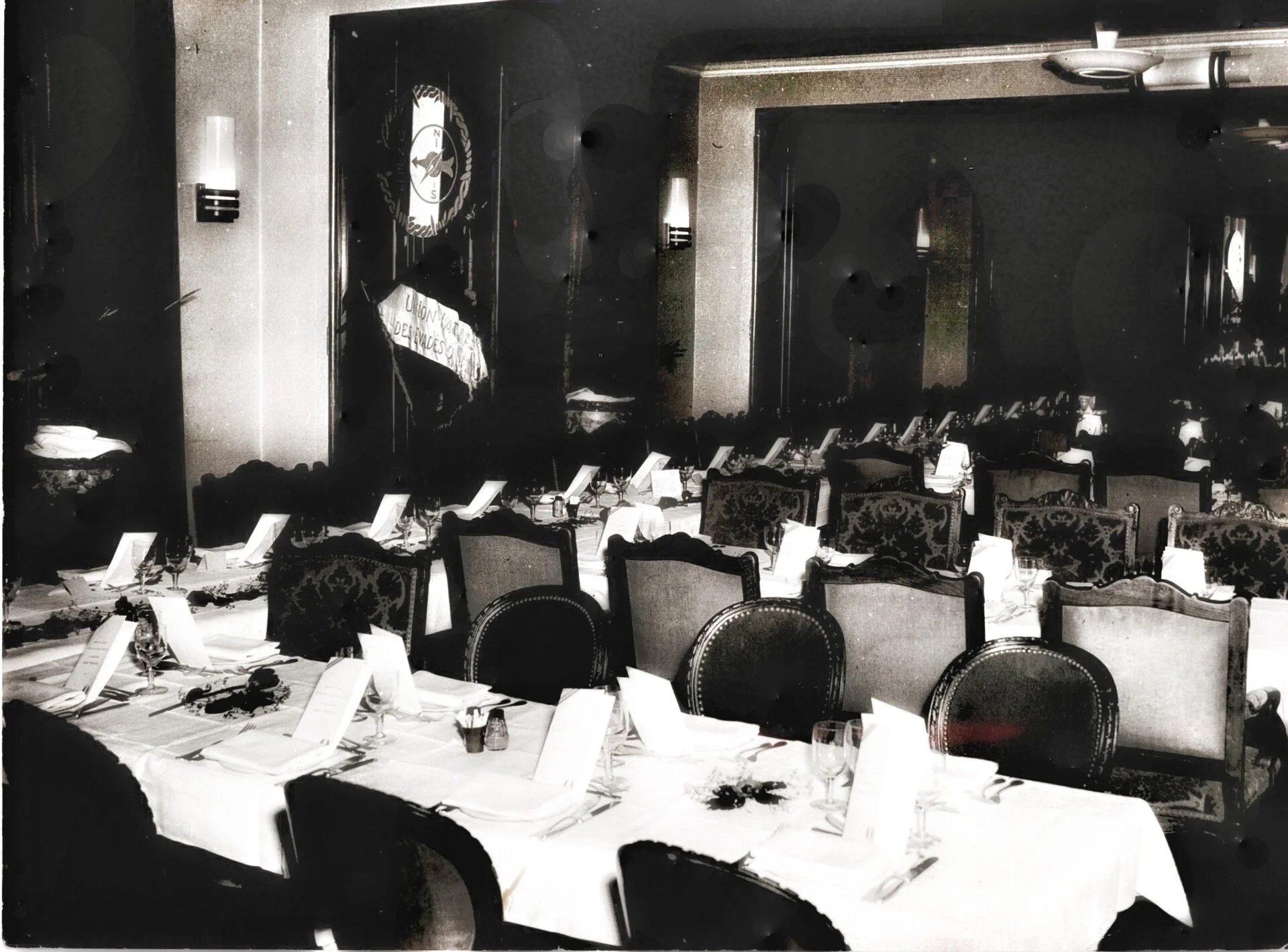
Réception de l'UNEG dans les salons du Griffon.

Malgré ces prestigieuses réceptions, les deux établissements ne résistèrent pas longtemps à l'après-guerre et ils fermèrent leurs portes au début des années 1950, environ quarante années après la fondation du restaurant de la rue d'Antin par Eugène Griffon.
- Menu du déjeuner Primagaz du 20 mai 1950 en présence de Jean Inglessi, fondateur de la société.
- Liste des invités.
- Discours de Jean Inglessi.